# Yūri Chinen
Yūri Chinen (知念 侑李?, Chinen Yūri; Hamamatsu, 30 novembre 1993) è un attore e cantante giapponese, membro della band J-pop Hey! Say! JUMP sotto la gestione della Johnny & Associates.

## Biografia
Il suo nome deriva da quello di Yūri Osawa, un presentatore televisivo che piaceva a sua madre. Nel 2010 si è diplomato al liceo privato Horikoshi.
Entra a far parte dei Johnny's Jr. nel 2003 e nello stesso anno inizia l'attività musicale come autore di supporto in un concerto pubblico dei KAT-TUN. Nel 2007 inizia ad esibirsi assieme al gruppo Hey! Say! JUMP. Dopo un'apparizione in Yukan Club, nel 2008 ha partecipato alla terza puntata del dorama One Pound Gospel assieme al collega Ryōsuke Yamada e al loro senpai Kazuya Kamenashi.
In seguito è uno dei quattro co-protagonisti di Sensei wa erai! e del dorama scolastico Scrap Teacher. Come supporter del team di volley ai campionati mondiali del 2009 si è esibito in qualità di membro del gruppo temporaneo NYC; il suo è uno dei rarissimi casi di debutto ufficiale (nella sua agenzia di talenti) in due band contemporaneamente.
Inizia a fare anche doppiaggio nel 2007 con Sword of the Stranger per proseguire nel 2011 quando presta la voce a Quattrocchi nel film I Puffi (film). Nel 2012 entra a far parte del cast di Saiko no jinsei, dorama col senpai Tomohisa Yamashita nel ruolo di protagonista.
Soprannominato the little giant, ha spesso espresso la sua profonda stima ed ammirazione nei confronti di Satoshi Ōno, uno dei leader degli Arashi.

## Filmografia
- 2007: Yukan Club
- 2008: One Pound Gospel
- 2008: Sensei wa erai!
- 2008: Scrap Teacher
- 2012: Saikō no jinsei no owarikata - Ending Planner
- 2012  Sprout
- 2014: Jigoku sensei Nūbē